# Kupa e Shqipërisë 1992-1993
La Coppa d'Albania 1992-1993 è stata la 41ª edizione della competizione. Il torneo è cominciato nell'agosto 1992 ed è terminato il 19 maggio 1993. La squadra vincitrice si qualifica per il primo turno della Coppa UEFA 1993-1994. Il Partizani Tirana ha vinto il trofeo per la tredicesima volta.

## Sedicesimi di finale
Le partite si sono giocate nell'agosto e nel settembre 1992.

### Gruppo 1
| Pos | Squadra         | G | V | N | P | GF | GS | DG | Pt |
| --- | --------------- | - | - | - | - | -- | -- | -- | -- |
| 1   | Vllaznia        | 3 | 3 | 0 | 0 | 6  | 0  | +6 | 6  |
| 2   | Sopoti          | 3 | 1 | 1 | 1 | 3  | 3  | 0  | 3  |
| 3   | Tomori          | 3 | 1 | 1 | 1 | 3  | 3  | 0  | 3  |
| 4   | Valbona Tropojë | 3 | 0 | 0 | 3 | 0  | 6  | –6 | 0  |

### Gruppo 2
| Pos | Squadra          | G | V | N | P | GF | GS | DG  | Pt |
| --- | ---------------- | - | - | - | - | -- | -- | --- | -- |
| 1   | Partizani Tirana | 3 | 3 | 0 | 0 | 8  | 1  | +7  | 6  |
| 2   | Albpetrol        | 3 | 2 | 0 | 1 | 5  | 3  | +2  | 4  |
| 3   | Apolonia Fier    | 3 | 1 | 0 | 2 | 7  | 6  | +1  | 2  |
| 4   | Puka/Tërbuni     | 3 | 0 | 0 | 3 | 2  | 12 | –10 | 0  |

### Gruppo 3
| Pos | Squadra  | G | V | N | P | GF | GS | DG | Pt |
| --- | -------- | - | - | - | - | -- | -- | -- | -- |
| 1   | Elbasani | 3 | 2 | 0 | 1 | 5  | 2  | +2 | 4  |
| 2   | Teuta    | 3 | 2 | 0 | 1 | 4  | 3  | +1 | 4  |
| 3   | Burreli  | 3 | 1 | 0 | 2 | 2  | 4  | –2 | 2  |
| 4   | Kukësi   | 3 | 1 | 0 | 2 | 2  | 4  | –2 | 2  |

### Gruppo 4
| Pos | Squadra     | G | V | N | P | GF | GS | DG | Pt |
| --- | ----------- | - | - | - | - | -- | -- | -- | -- |
| 1   | Besa Kavajë | 3 | 2 | 1 | 0 | 6  | 1  | +5 | 5  |
| 2   | Laçi        | 3 | 2 | 0 | 1 | 7  | 7  | 0  | 4  |
| 3   | Besëlidhja  | 3 | 1 | 0 | 2 | 5  | 5  | 0  | 2  |
| 4   | Rrësheni    | 3 | 0 | 1 | 2 | 2  | 7  | –5 | 1  |

### Gruppo 5
| Pos | Squadra       | G | V | N | P | GF | GS | DG  | Pt |
| --- | ------------- | - | - | - | - | -- | -- | --- | -- |
| 1   | Dinamo Tirana | 3 | 3 | 0 | 0 | 8  | 1  | +7  | 6  |
| 2   | Pogradeci     | 3 | 2 | 0 | 1 | 10 | 2  | +8  | 4  |
| 3   | Korabi        | 3 | 1 | 0 | 2 | 2  | 4  | –2  | 2  |
| 4   | Gramozi       | 3 | 0 | 0 | 3 | 1  | 14 | –13 | 0  |

### Gruppo 6
| Pos | Squadra           | G | V | N | P | GF | GS | DG | Pt |
| --- | ----------------- | - | - | - | - | -- | -- | -- | -- |
| 1   | Kastrioti         | 3 | 2 | 0 | 1 | 8  | 4  | +4 | 4  |
| 2   | Bylis Ballsh      | 3 | 2 | 0 | 1 | 10 | 7  | +3 | 4  |
| 3   | Flamurtari Valona | 3 | 2 | 0 | 1 | 7  | 5  | +2 | 4  |
| 4   | Përmeti           | 3 | 0 | 0 | 3 | 1  | 10 | –9 | 0  |

### Gruppo 7
| Pos | Squadra             | G | V | N | P | GF | GS | DG | Pt |
| --- | ------------------- | - | - | - | - | -- | -- | -- | -- |
| 1   | Lushnja             | 3 | 2 | 0 | 1 | 4  | 2  | +2 | 4  |
| 2   | Selenica            | 2 | 1 | 0 | 1 | 2  | 2  | 0  | 2  |
| 3   | Tepelena            | 3 | 1 | 0 | 2 | 2  | 4  | –2 | 2  |
| 4   | Shqiponja/Luftëtari | 2 | 1 | 0 | 1 | 2  | 2  | 0  | 2  |

### Group 8
| Pos | Squadra    | G | V | N | P | GF | GS | DG | Pt |
| --- | ---------- | - | - | - | - | -- | -- | -- | -- |
| 1   | Tirana     | 3 | 2 | 0 | 1 | 11 | 2  | +9 | 4  |
| 2   | Skënderbeu | 3 | 2 | 0 | 1 | 4  | 2  | +2 | 4  |
| 3   | Skrapari   | 3 | 1 | 0 | 2 | 2  | 4  | –2 | 2  |
| 4   | Butrinti   | 3 | 1 | 0 | 2 | 2  | 11 | –9 | 2  |

- Si conoscono solo le classifiche finali.

## Ottavi di finale
Tutte le sedici squadre della Kategoria e Parë 1991-1992 e della Kategoria e Parë entrano in questo turno. Le partite si sono giocate nel gennaio 1993.
| Squadra 1         | Totale | Squadra 2        | Andata | Ritorno |
| ----------------- | ------ | ---------------- | ------ | ------- |
| Laçi              | 2-4    | Vllaznia         | 1-1    | 1-3     |
| Bylis Ballsh      | 0-1    | Partizani Tirana | 0-0    | 0-1     |
| Lushnja           | 2-3    | Albpetrol        | 0-0    | 2-3     |
| Flamurtari Valona | 1-3    | Elbasani         | 1-1    | 0-2     |
| Pogradeci         | 3-2    | Kastrioti        | 2-0    | 1-2     |
| Tomori            | 1-4    | Dinamo Tirana    | 1-1    | 0-3     |
| Besa Kavajë       | 0-1    | Sopoti           | 0-0    | 0-1     |
| Teuta             | 5-3    | Tirana           | 3-1    | 2-2     |

## Quarti di finale
| Squadra 1        | Totale         | Squadra 2     | Andata | Ritorno |
| ---------------- | -------------- | ------------- | ------ | ------- |
| Sopoti           | 1-2            | Vllaznia      | 1-0    | 0-2     |
| Elbasani         | 4-5            | Albpetrol     | 3-1    | 1-4     |
| Partizani Tirana | 3-3 (5-3 rig.) | Dinamo Tirana | 1-2    | 2-1     |
| Pogradeci        | 2-2 (3-2 rig.) | Teuta         | 2-0    | 0-2     |

## Semifinali
| Squadra 1 | Totale | Squadra 2        | Andata | Ritorno |
| --------- | ------ | ---------------- | ------ | ------- |
| Pogradeci | 0-1    | Partizani Tirana | 0-0    | 0-1     |
| Vllaznia  | 1-3    | Albpetrol        | 1-0    | 0-3     |

## Finale
| Arbitro: | Allaj |

|                    |           |  |
| Myftari 26’ (rig.) | Marcatori |  |